# قائمة الجينات البشرية

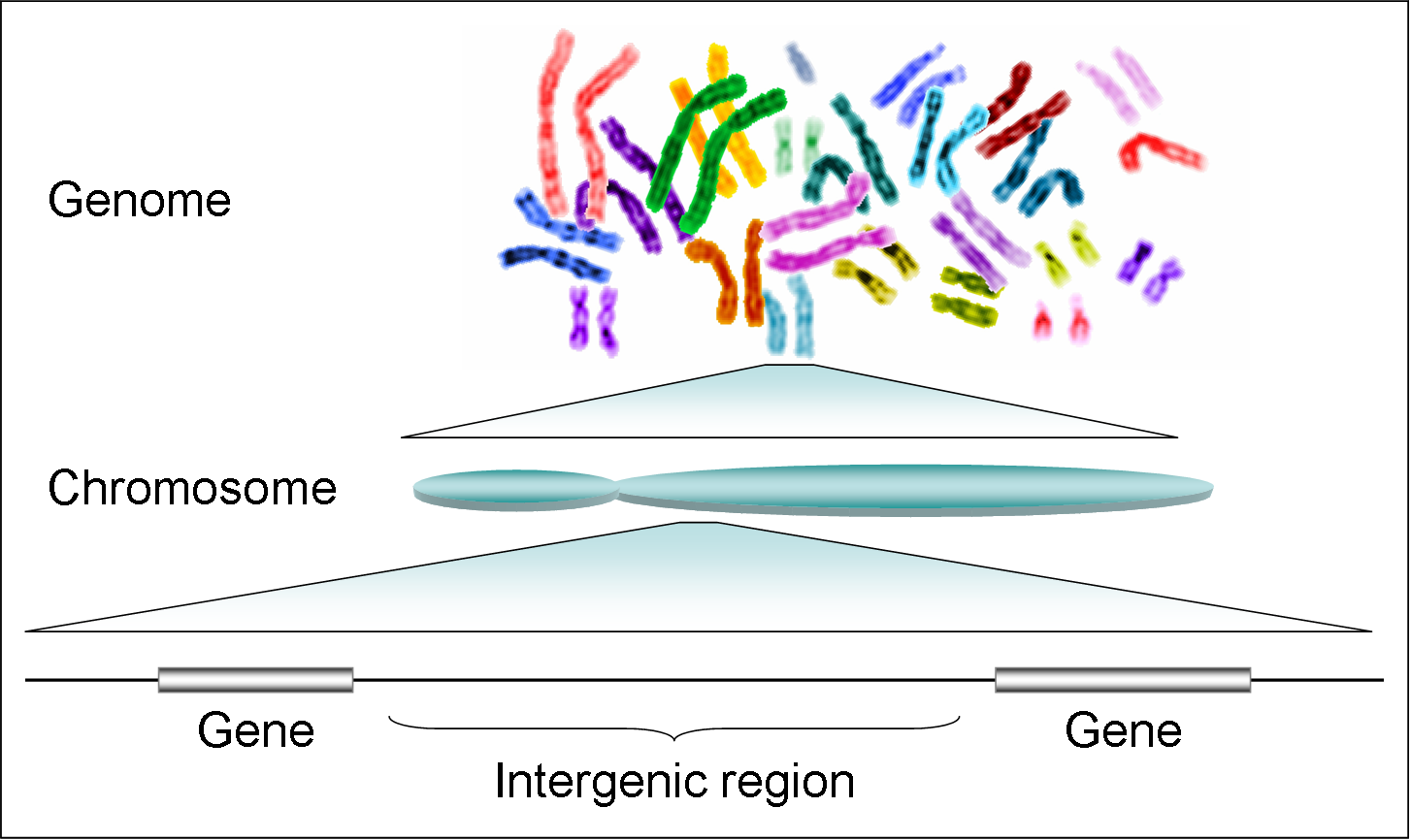
توضيح يبين الجينوم البشري، ثم الكروموسوم (الصبغيات)، ثم الجينات.

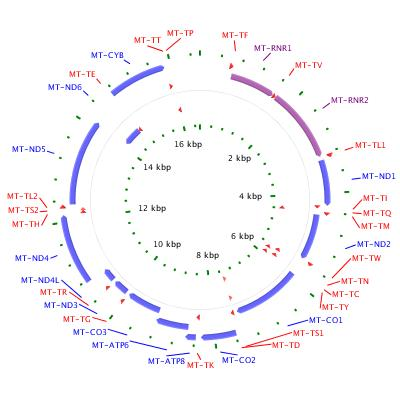
جينات الميتوكوندريا البشرية.

المجموع المورثي البشري أو الجينوم البشري (بالإنجليزية: human genome)، هو المجموعة الكاملة من متسلسلات الحمض النووي للبشر، مُشفرة على هيئة DNA، وتتواجد بداخل أزواج الصبغيات (الكروموسومات) ال 23 الموجودة في نواة خلية الإنسان، كما تتواجد أيضا في داخل جزيء DNA صغير موجود بالميتوكوندريا الواحدة.

## الجينوم البشري
عادة ما يتم التعامل مع الجينوم البشري بشكل منفصل على أنه:
1. إما جينوم نووي (بالإنجليزية: nuclear genome)
2. أو جينوم متقدري (بالإنجليزية: mitochondrial genome).[1]

يشتمل المجموع المورثي البشري (الجينوم) على كل من:
1. جينات الحمض النووي الريبوزي (DNA) المُشفِّرَة للبروتين (بالإنجليزية: protein-coding DNA genes).
2. الحمض النووي غير المُشفِّر للبروتين (بالإنجليزية: noncoding DNA).

## الجينومات البشرية مفردة الصبغة وثنائية الصبغة
في مرحلة الانقسام المنصَّف من التكاثر الجنسي قبل التخصيب، تُنتج البويضة وخلايا الأمشاج النطفية: «بويضة مخصبة» (زيجوت).
تتكوّن الجينومات البشرية مفردة الصبغة (بالإنجليزية: haploid) الموجودة في الخلايا الجنسية من ثلاثة بلايين زوج قاعدي من الحمض النووي (DNA).
في حين أن الجينوم ثنائي الصبغة (بالإنجليزية: diploid) الموجود في الخلايا الجسدية يحتوي على زوج من الحمض النووي DNA.
توجد فروقات ذات دلالة إحصائية بين جينوم البشر (بنسبة 0.1 ٪)،  إلا أنها أصغر بكثير من الاختلافات بين البشر وأقرب الأحياء الأخرى لهم: الشمبانزي (حوالي 4 ٪)  والبونوبو.

## قائمة الجينات البشرية
قائمة الجينات البشرية بحسب الصبغيات (الكروموسومات):
- صبغي 1 (إنسان)
- صبغي 2 (إنسان)
- صبغي 3 (إنسان)
- صبغي 4 (إنسان)
- صبغي 5 (إنسان)
- صبغي 6 (إنسان)
- صبغي 7 (إنسان)
- صبغي 8 (إنسان)
- صبغي 9 (إنسان)
- صبغي 10 (إنسان)
- صبغي 11 (إنسان)
- صبغي 12 (إنسان)
- صبغي 13 (إنسان)
- صبغي 14 (إنسان)
- صبغي 15 (إنسان)
- صبغي 16 (إنسان)
- صبغي 17 (إنسان)
- صبغي 18 (إنسان)
- صبغي 19 (إنسان)
- صبغي 20 (إنسان)
- صبغي 21 (إنسان)
- صبغي 22 (إنسان)
- صبغي X (إنسان)
- صبغي Y (إنسان)

## وصلات خارجية
- iHOP-Protein Information Database - قاعدة بيانات البروتينات.
- NextBio-Life Science Search Engine- محرك بحث «علوم الحياة».
- Entrez-Cross Database Query Search System - نظام بحث بالاستعلام لقاعدة بيانات «إنتريز-كروس».
- TranscriptomeBrowser متصفح النسخ «طبق الأصل» نسخة محفوظة 20 يوليو 2011 على موقع واي باك مشين..